# Montipora
Genre
Montipora est un genre de scléractiniaires (coraux durs).

## Description
Le genre montipora peut adopter différentes formes de développement : sous-massifs, laminaires, foliacés, encroûtants ou encore branchus, . Il n'est d'ailleurs pas rare de voir une colonie de Montipora se développer de plusieurs manières différentes.
Les coraux montipora peuvent adopter diverses couleurs dont l'orange, le brun, le rose, le vert, le bleu, le violet, le jaune, le gris ou encore l'ocre. Bien que les colonies soient généralement de couleur uniforme, certains sous-genre comme les Montipora spumosa ou les Montipora verrucosa peuvent afficher diverses couleurs tachetées en même temps.
Les coraux montipora ont les plus petites corallites connues à ce jour. De surcroit, il ne dispose pas de columelle. Les coenosteum et corallites sont poreux, ce qui permet d'observer des structures de squelettes élaborées. Le coenosteum de chaque montipora est différent, ce qui facilite sont identification. Les polypes s'étendent seulement la nuit.
Les coraux Montipora sont souvent confondus avec des membres du genre Porites dû fait de leur similitude à l'examen oculaire. Cependant, les porites peut être distingués des Montipora par l'examen de leur corallite.

## Liste des espèces

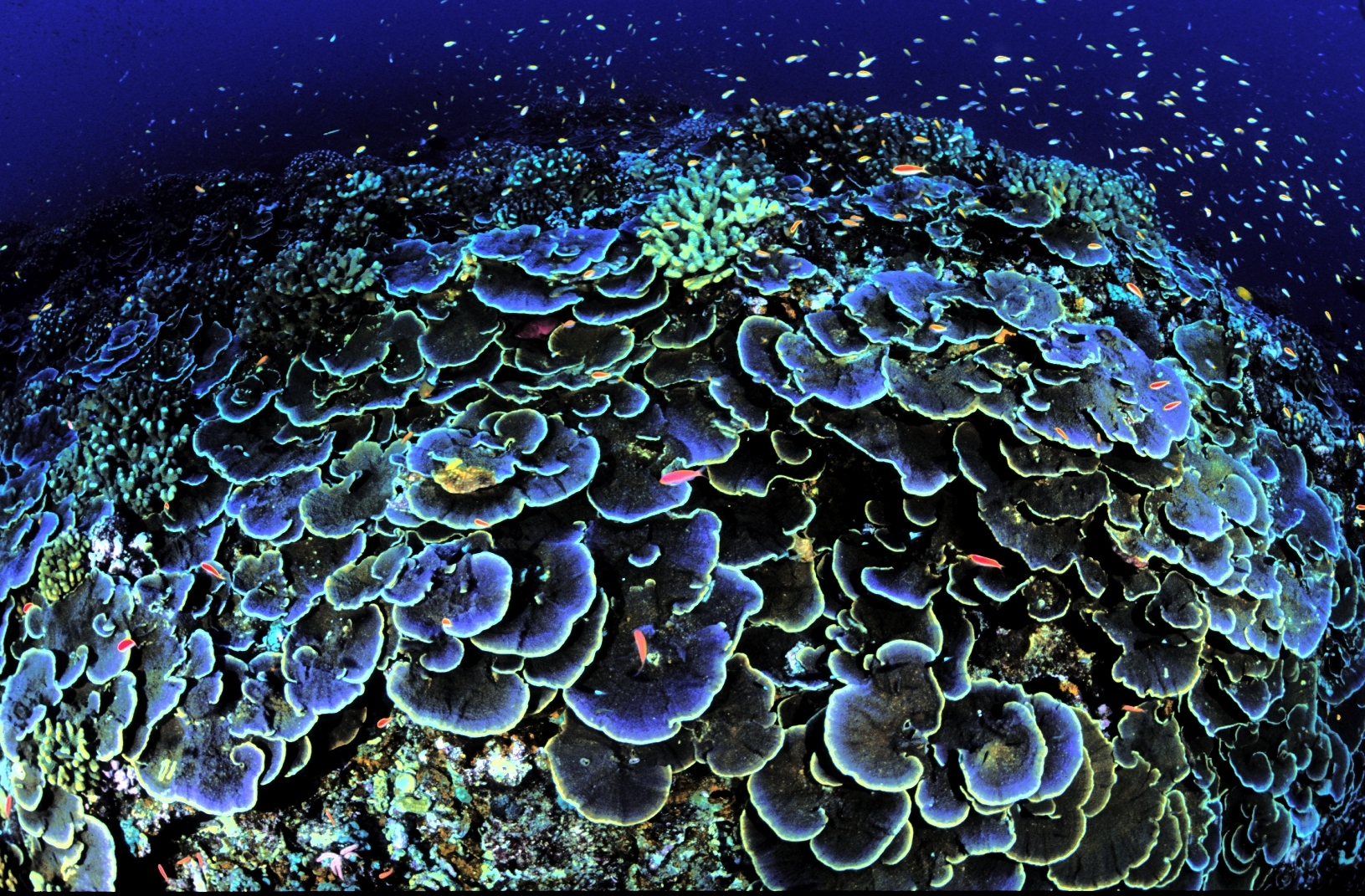
Montipora aequituberculata

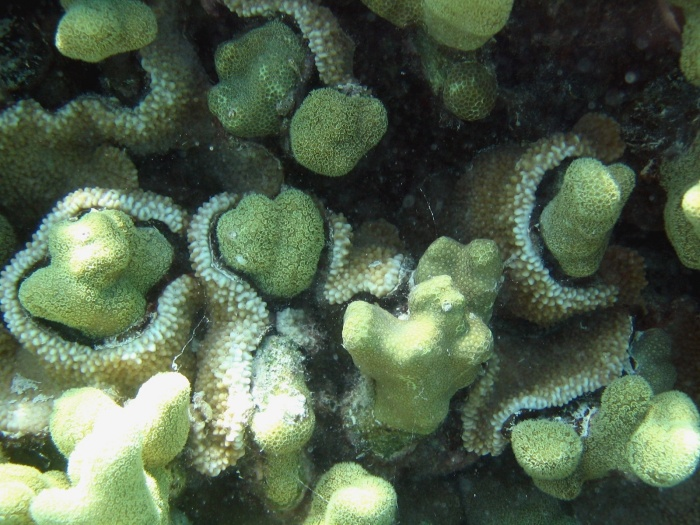
Montipora capitata parasitant un Porites lobata.

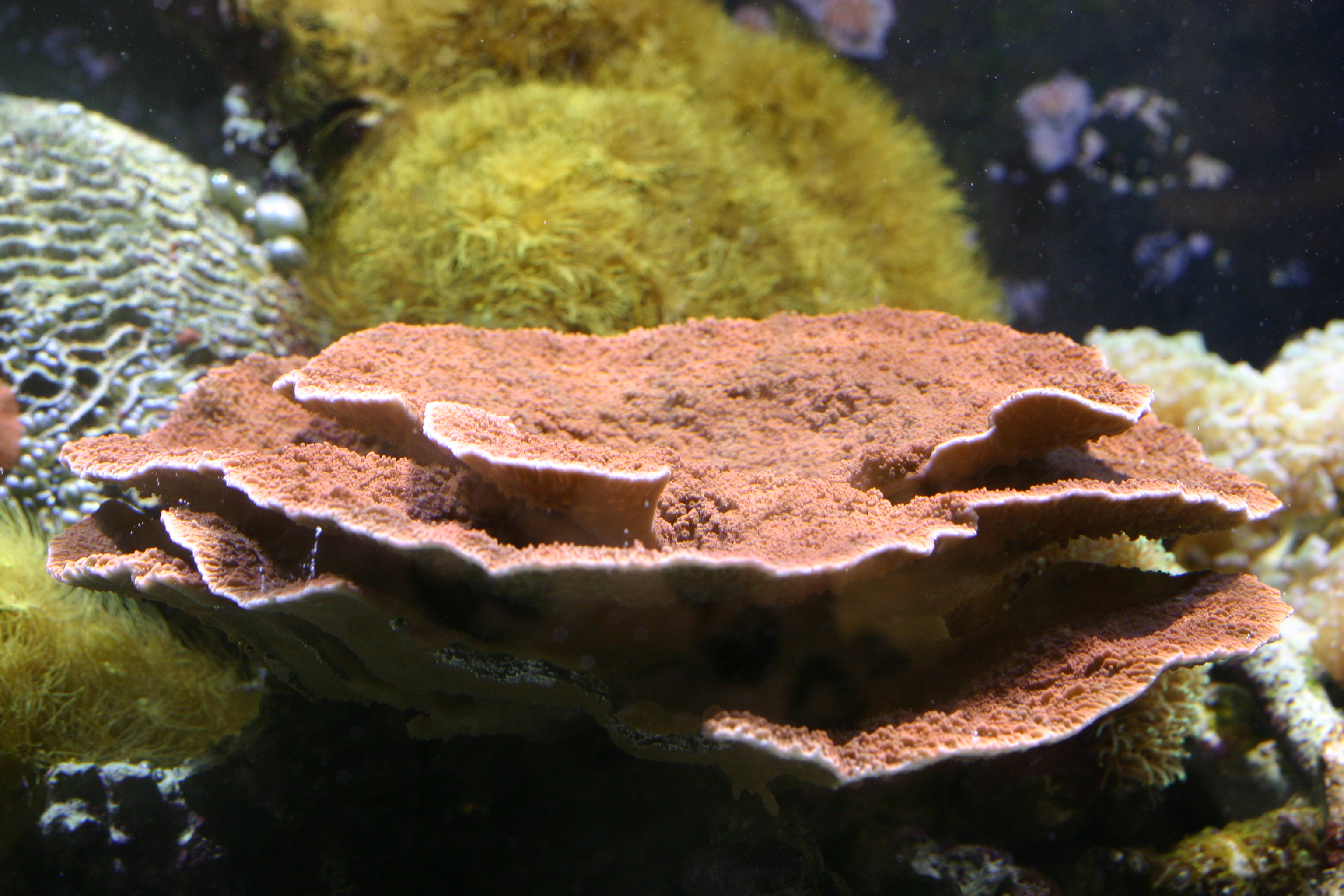
Montipora capricornis

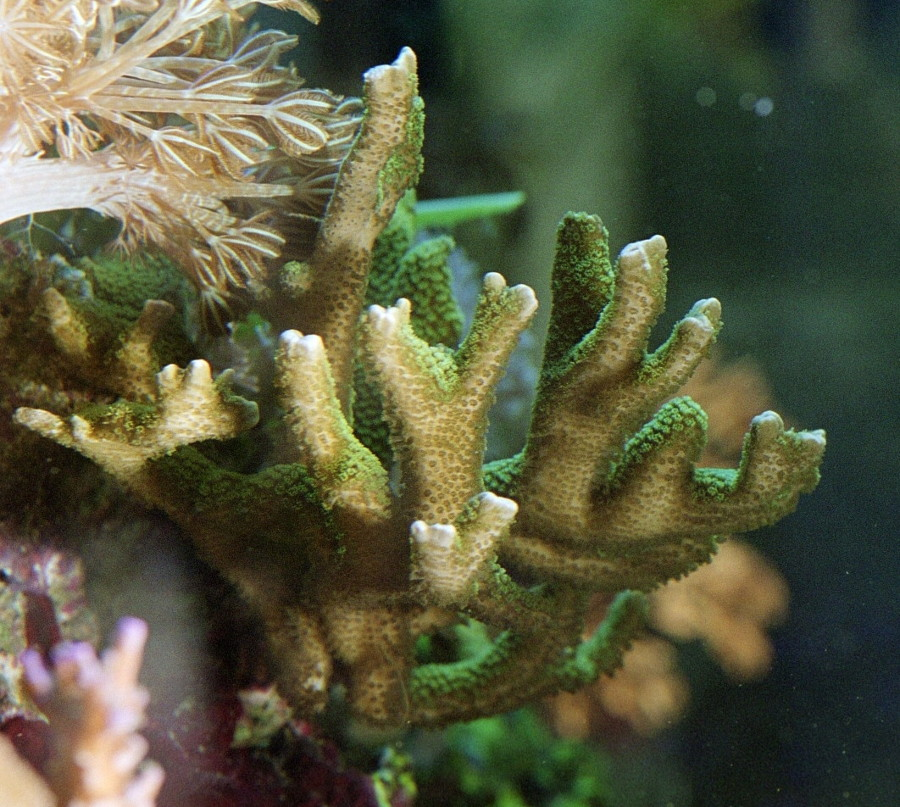
Montipora digitata

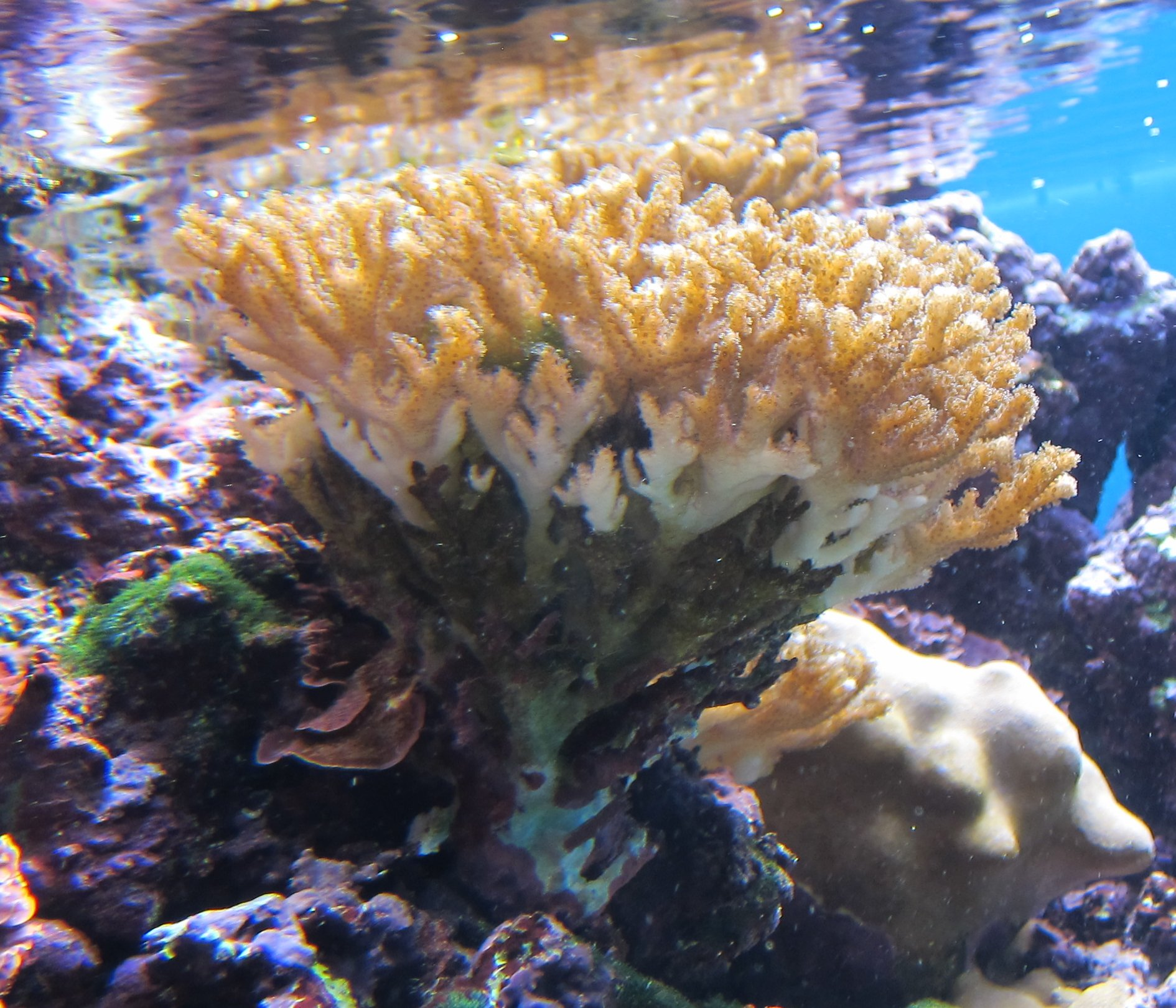
Montipora dilatata

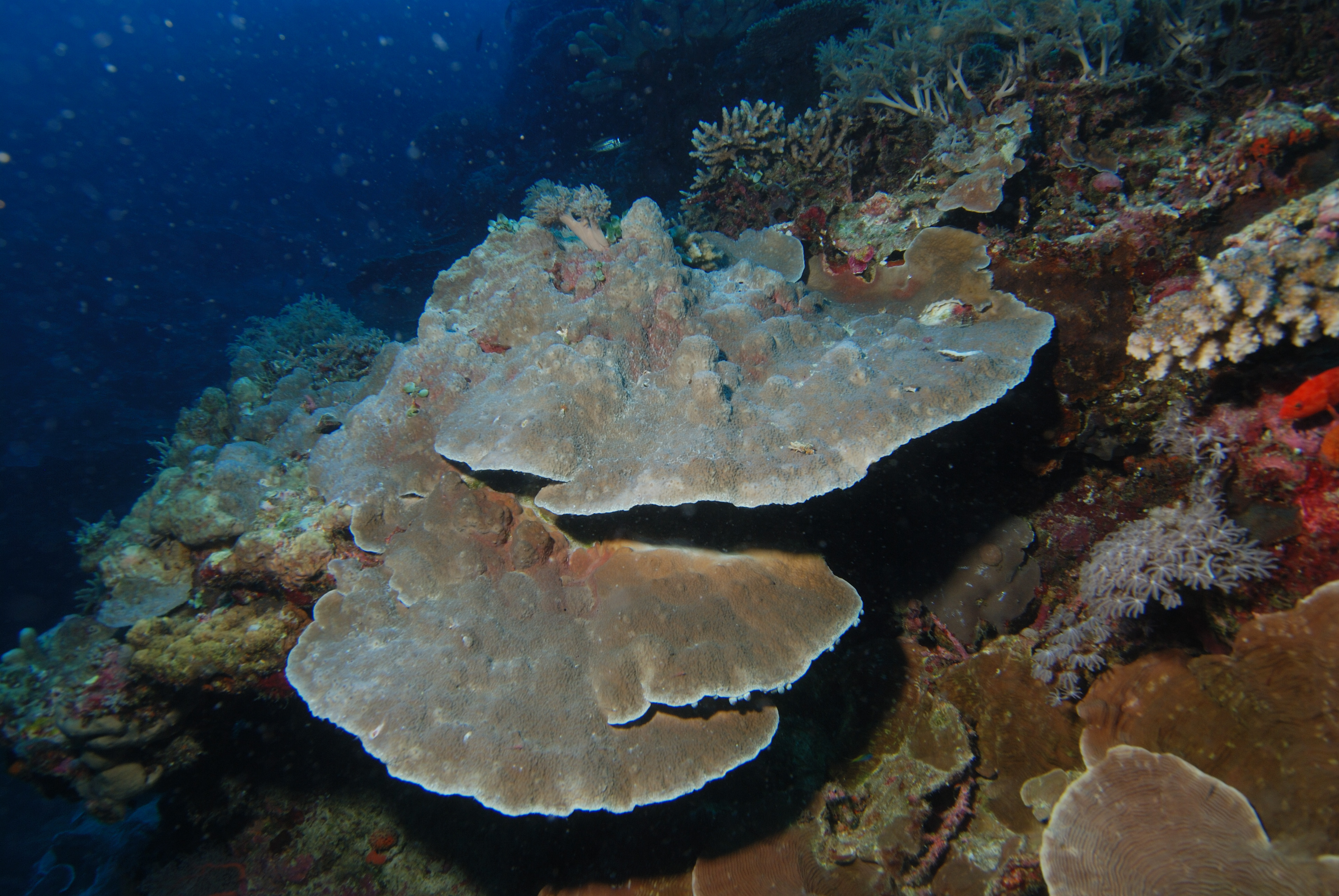
Montipora foliosa

### Selon WRMS
Selon World Register of Marine Species (5 août 2015) :
- Montipora aequituberculata Bernard, 1897
- Montipora altasepta Nemenzo, 1967
- Montipora angulata (Lamarck, 1816)
- Montipora aspergillus Veron, DeVantier & Turak, 2000
- Montipora australiensis Bernard, 1897
- Montipora bernardi Vaughan, 1907
- Montipora biformis Nemenzo, 1988
- Montipora cactus Bernard, 1897
- Montipora calcarea Bernard, 1897
- Montipora caliculata (Dana, 1846)
- Montipora capitata (Dana, 1846)
- Montipora capricornis Veron, 1985
- Montipora cebuensis Nemenzo, 1976
- Montipora circumvallata (Ehrenberg, 1834)
- Montipora cocosensis Vaughan, 1918
- Montipora compressa (Linnaeus, 1766)
- Montipora confusa Nemenzo, 1967
- Montipora contorta Nemenzo & Montecillo, 1981
- Montipora corbettensis Veron & Wallace, 1984
- Montipora crassituberculata Bernard, 1897
- Montipora cristagalli Ehrenberg, 1834
- Montipora cryptus Veron, 2000
- Montipora culiculata Bernard
- Montipora danae Milne Edwards & Haime, 1851
- Montipora delicatula Veron, 2000
- Montipora digitata (Dana, 1846)
- Montipora dilatata Studer, 1901
- Montipora echinata Veron, DeVantier & Turak, 2000
- Montipora edwardsi Bernard, 1897
- Montipora efflorescens Bernard, 1897
- Montipora effusa (Dana, 1846)
- Montipora ehrenbergi Verrill, 1872
- Montipora elschneri Vaughan, 1918
- Montipora explanata Brüggemann, 1879
- Montipora explanulata Bernard
- Montipora exserta Quelch, 1886
- Montipora flabellata Studer, 1901
- Montipora florida Nemenzo, 1967
- Montipora floweri Wells, 1954
- Montipora foliosa (Pallas, 1766)
- Montipora foveolata (Dana, 1846)
- Montipora fragilis Quelch, 1886
- Montipora fragrosa Verrill, 1868
- Montipora friabilis Bernard, 1897
- Montipora gaimardi Bernard, 1897
- Montipora gracilis Klunzinger, 1879
- Montipora granulosa Bernard, 1897
- Montipora grisea Bernard, 1897
- Montipora hemispherica Veron, 2000
- Montipora hirsuta Nemenzo, 1967
- Montipora hispida (Dana, 1846)
- Montipora hodgsoni Veron, 2000
- Montipora hoffmeisteri Wells, 1954
- Montipora incrassata (Dana, 1846)
- Montipora informis Bernard, 1897
- Montipora kellyi Veron, 2000
- Montipora lobulata Bernard, 1897
- Montipora lobulata Nemenzo, 1984
- Montipora mactanensis Nemenzo, 1979
- Montipora malampaya Nemenzo, 1967
- Montipora maldivensis Pillai & Scheer, 1976
- Montipora meandrina (Ehrenberg, 1834)
- Montipora millepora Crossland, 1952
- Montipora mollis Bernard, 1897
- Montipora monasteriata (Forskål, 1775)
- Montipora niugini Veron, 2000
- Montipora nodosa (Dana, 1846)
- Montipora obtusata Quelch, 1886
- Montipora orientalis Nemenzo, 1967
- Montipora pachytuberculata Veron, DeVantier & Turak, 2000
- Montipora palawanensis Veron, 2000
- Montipora patula Verrill, 1864
- Montipora paupera Mamen.
- Montipora peltiformis Bernard, 1897
- Montipora perforata Brüggemann, 1879
- Montipora porites Veron, 2000
- Montipora profunda Bernard, 1897
- Montipora samarensis Nemenzo, 1967
- Montipora saudii Turak, DeVantier & Veron, 2000
- Montipora scabricula (Dana, 1846)
- Montipora setosa Nemenzo, 1976
- Montipora sinuosa Pillai & Scheer, 1976
- Montipora spongiosa (Ehrenberg, 1834)
- Montipora spongodes Bernard, 1897
- Montipora spumosa (Lamarck, 1816)
- Montipora stellata Bernard, 1897
- Montipora stilosa (Ehrenberg, 1834)
- Montipora studeri Vaughan, 1907
- Montipora suvadivae Pillai & Scheer, 1976
- Montipora taiwanensis Veron, 2000
- Montipora tenuicaulis Vaughan, 1907
- Montipora tenuissima Bernard, 1879
- Montipora tortuosa Dana, 1846
- Montipora tuberculosa (Lamarck, 1816)
- Montipora turgescens Bernard, 1897
- Montipora turtlensis Veron & Wallace, 1984
- Montipora undata Bernard, 1897
- Montipora vaughani Nemenzo & Montecillo, 1985
- Montipora venosa (Ehrenberg, 1834)
- Montipora verrilli Vaughan, 1907
- Montipora verrucosa (Lamarck, 1816)
- Montipora verruculosa Veron, 2000
- Montipora vietnamensis Veron, 2000

### Selon ITIS
Selon ITIS (5 août 2015) :
- Montipora aequituberculata Bernard, 1897
- Montipora altasepta Nemenzo, 1964
- Montipora angulata (Lamarck, 1816)
- Montipora australiensis Bernard, 1897
- Montipora cactus Bernard, 1897
- Montipora calcarea Bernard, 1897
- Montipora caliculata (Dana, 1846)
- Montipora capitata Dana, 1846
- Montipora capricornis Veron, 1985
- Montipora cebuensis Nemenzo, 1976
- Montipora circumvallata (Ehrenberg, 1834)
- Montipora composita Crossland
- Montipora confusa Nemenzo, 1967
- Montipora corbettensis Veron & Wallace, 1984
- Montipora crassituberculata Bernard, 1897
- Montipora danae (Milne-Edwards & Haime, 1851)
- Montipora digitata (Dana, 1846)
- Montipora edwardsi Bernard, 1879
- Montipora efflorescens Bernard, 1897
- Montipora effusa Dana, 1846
- Montipora florida Nemenzo, 1967
- Montipora floweri Wells, 1954
- Montipora foliosa (Pallas, 1766)
- Montipora foveolata (Dana, 1846)
- Montipora friabilis Bernard, 1897
- Montipora gaimardi Bernard, 1897
- Montipora granulosa Bernard, 1897
- Montipora grisea Bernard, 1897
- Montipora hirsuta Nemenzo, 1967
- Montipora hispida (Dana, 1846)
- Montipora hoffmeisteri Wells, 1954
- Montipora incrassata (Dana, 1846)
- Montipora informis Bernard, 1897
- Montipora levis (Quelch)
- Montipora lobulata Bernard, 1897
- Montipora mactanensis Nemenzo, 1979
- Montipora malampaya Nemenzo, 1967
- Montipora millepora Crossland, 1952
- Montipora minuta Bernard
- Montipora mollis Bernard, 1897
- Montipora monasteriata (Forskål, 1775)
- Montipora nodosa (Dana, 1846)
- Montipora orientalis Nemenzo, 1967
- Montipora peltiformis Bernard, 1897
- Montipora ramosa Bernard, 1897
- Montipora samarensis Nemenzo, 1967
- Montipora setosa Nemenzo, 1976
- Montipora socialis Bernard, 1897
- Montipora solanderi Bernard, 1879
- Montipora spongiosa (Ehrenberg, 1834)
- Montipora spongodes Bernard, 1897
- Montipora spumosa (Lamarck, 1816)
- Montipora stellata Bernard, 1897
- Montipora stilosa (Ehrenberg, 1834)
- Montipora striata Bernard, 1897
- Montipora tortuosa (Dana)
- Montipora tuberculosa (Lamarck, 1816)
- Montipora turgescens Bernard, 1897
- Montipora turtlensis Veron & Wallace, 1984
- Montipora undata Bernard, 1897
- Montipora venosa (Ehrenberg, 1834)
- Montipora verrucosa (Lamarck, 1816)

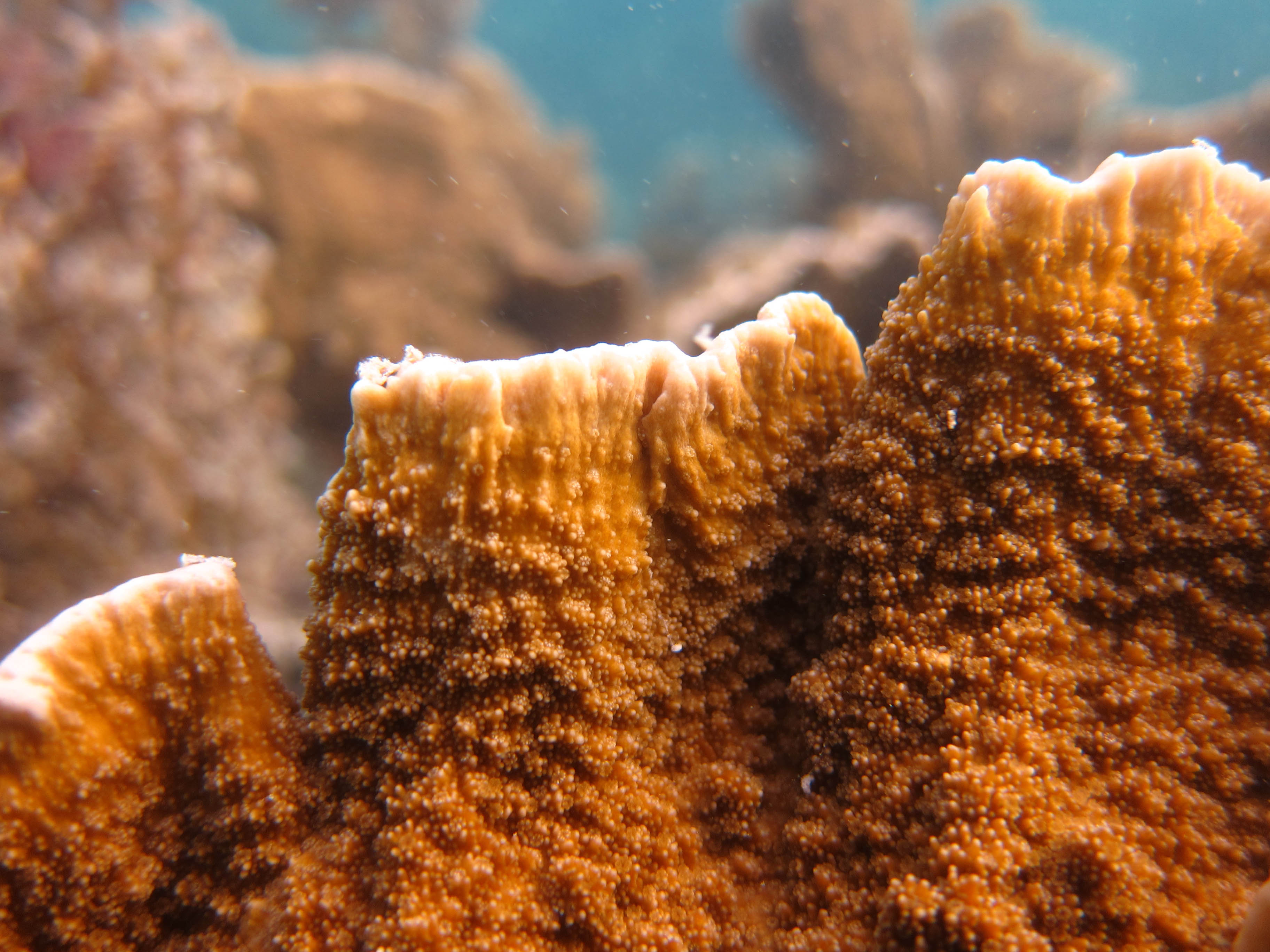
Montipora aequituberculata
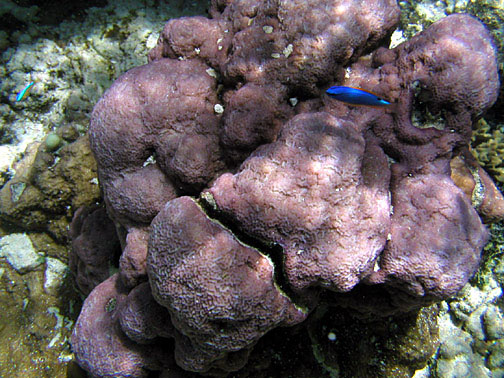
Montipora caliculata
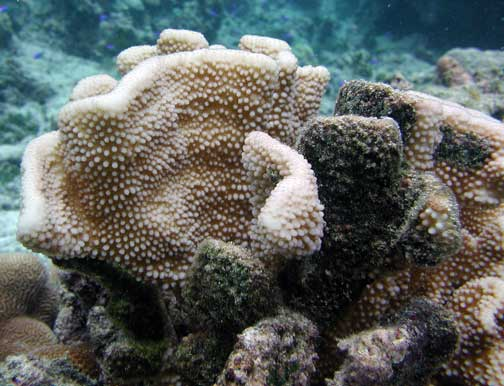
Montipora capitata
Montipora capricornis
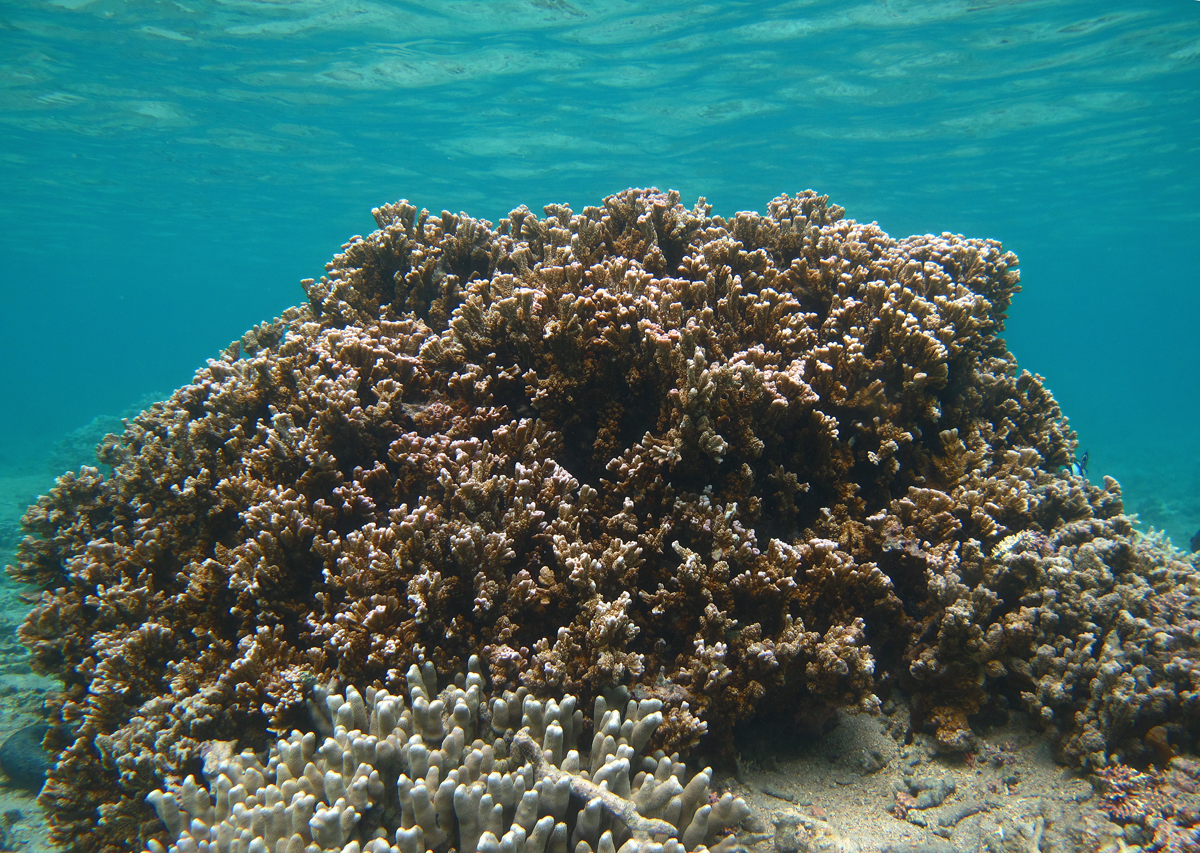
Montipora cf. circumvallata
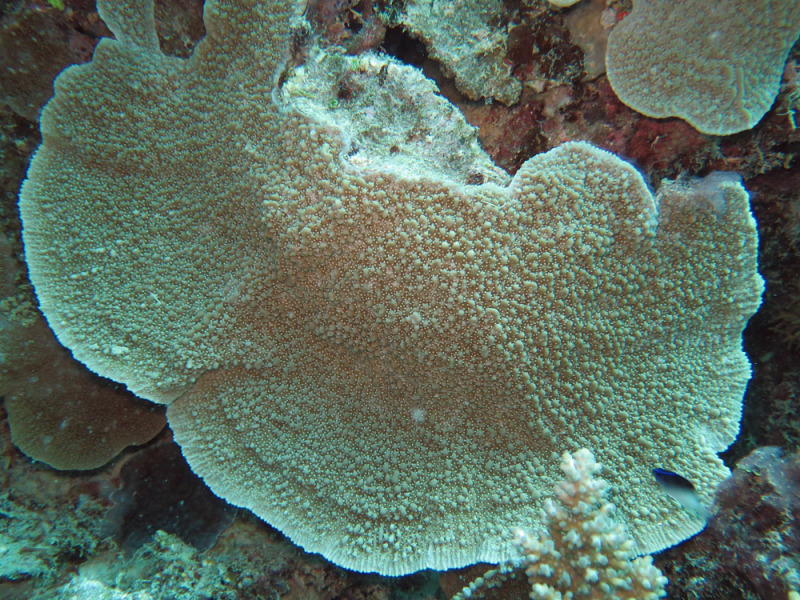
Montipora danae
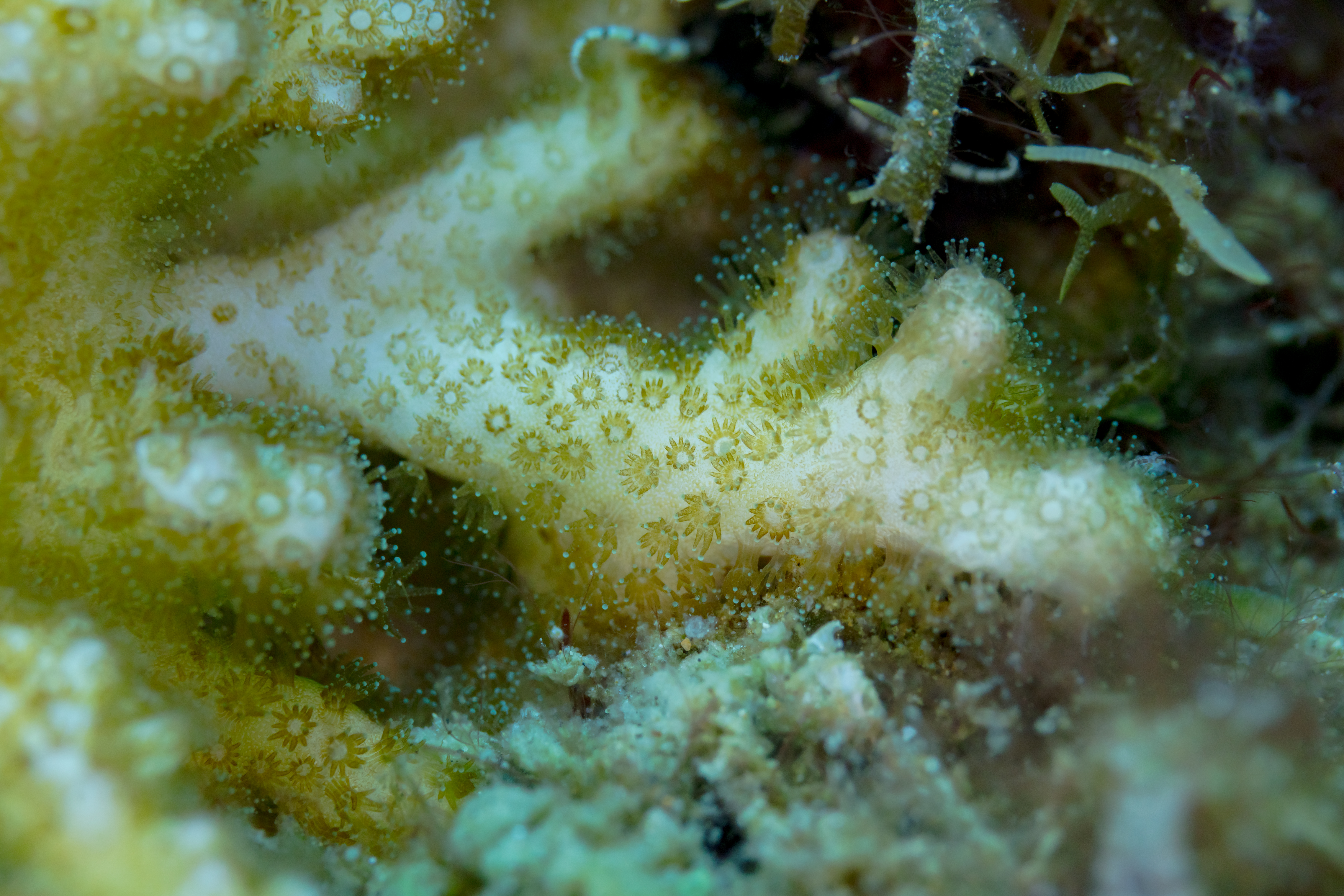
Montipora digitata
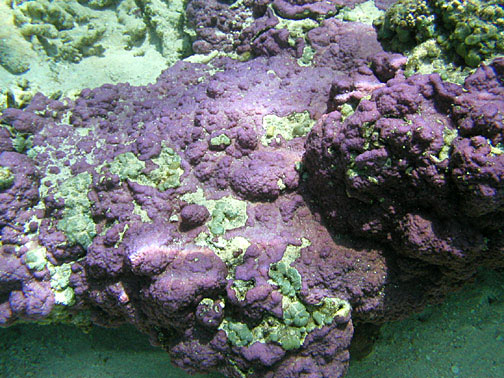
Montipora efflorescens
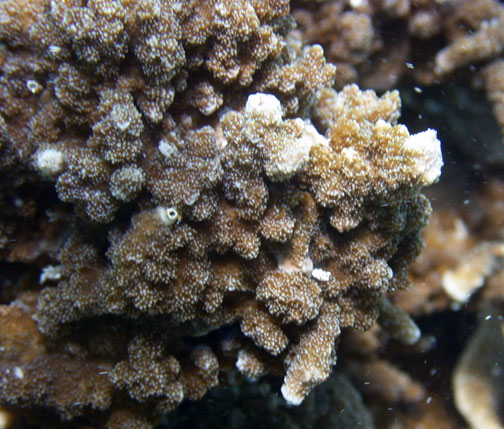
Montipora ehrenbergi
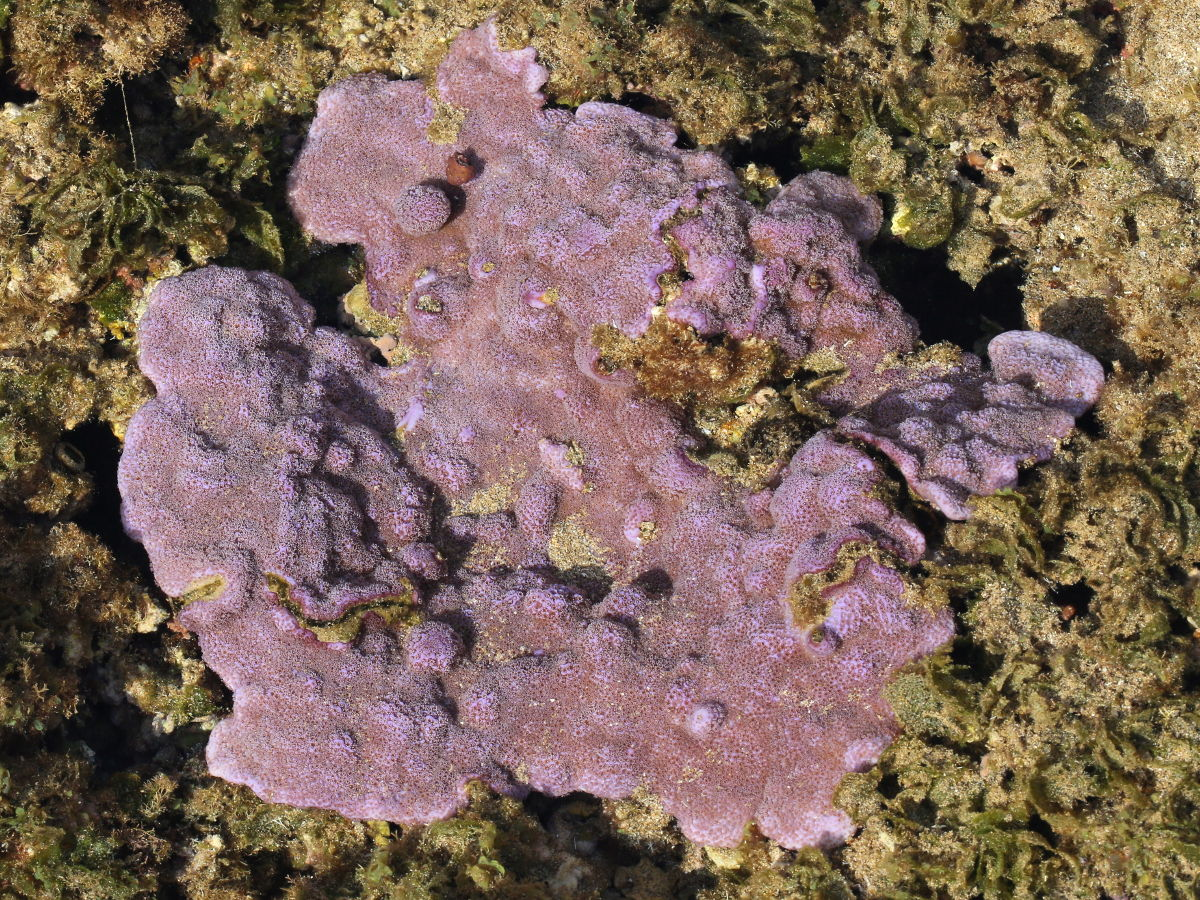
Montipora flabellata
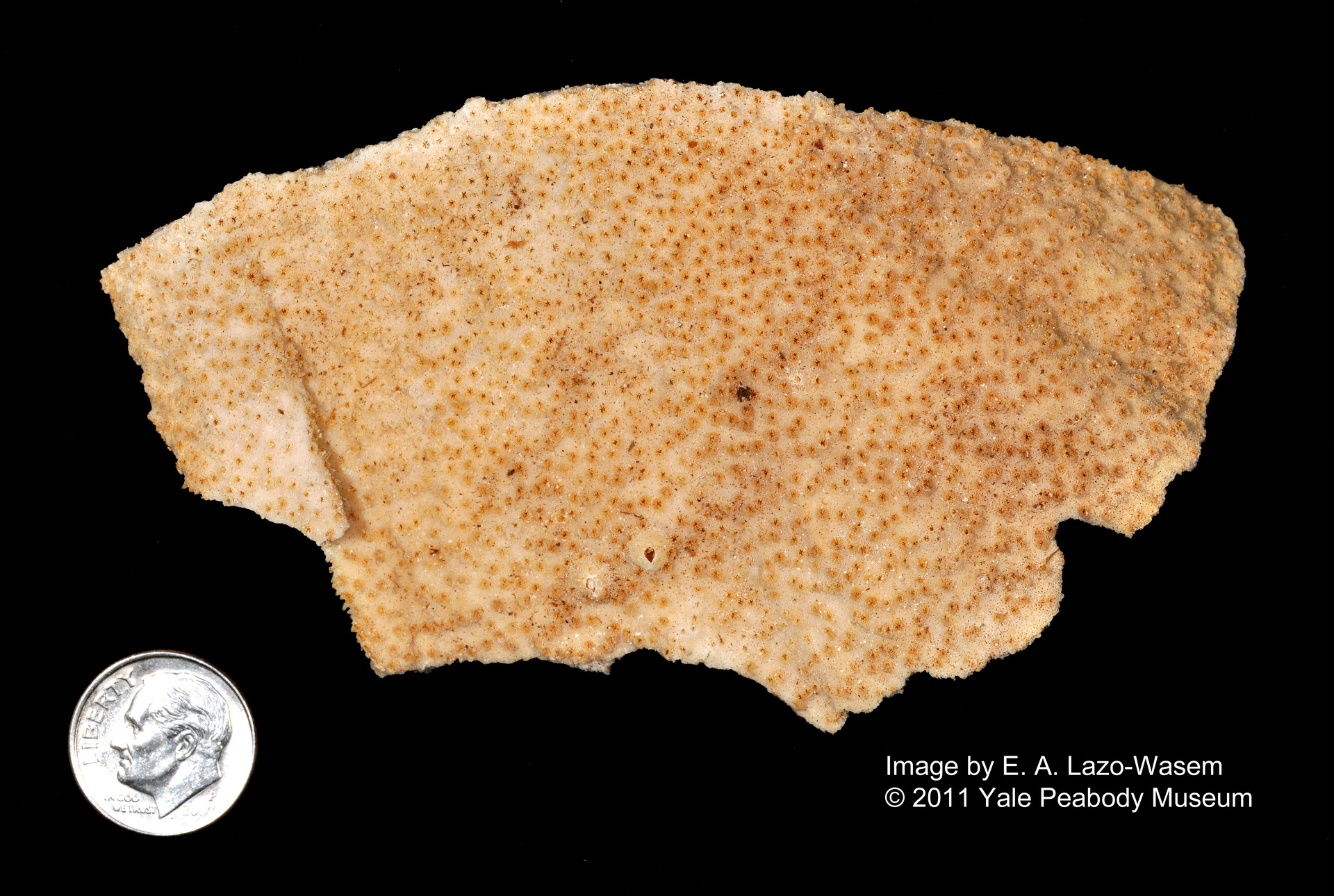
Montipora foliosa
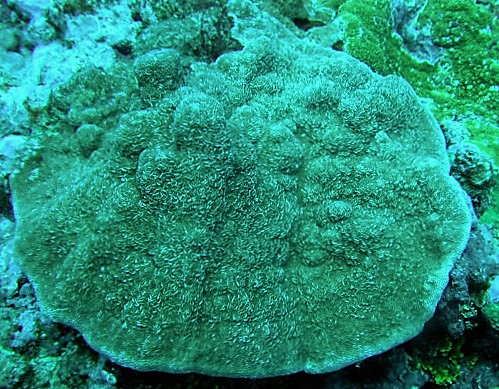
Montipora cf. foveolata
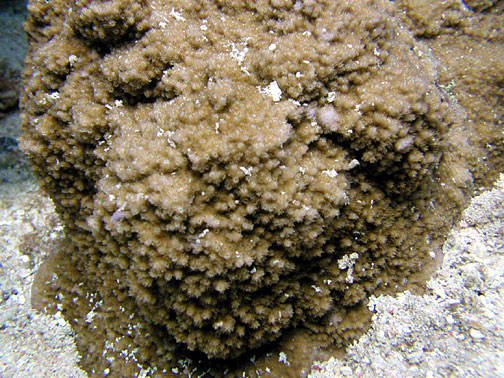
Montipora grisea
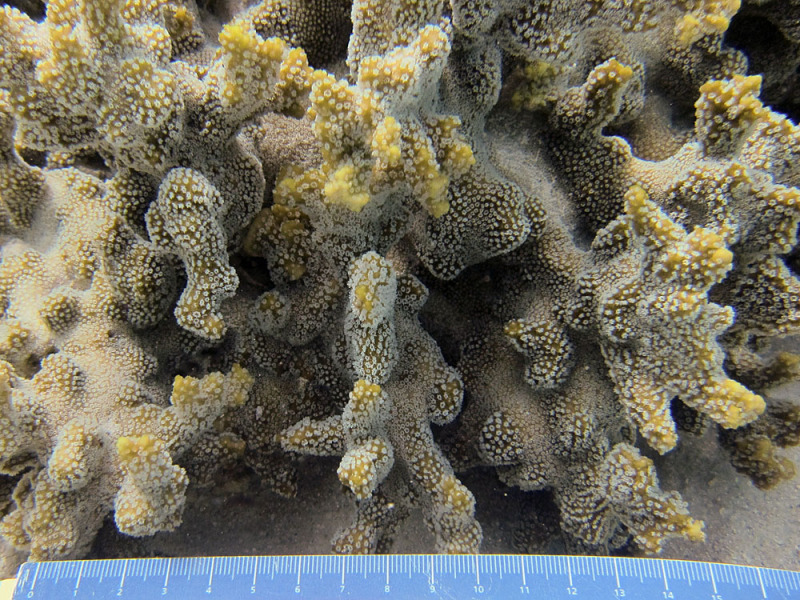
Montipora hispida
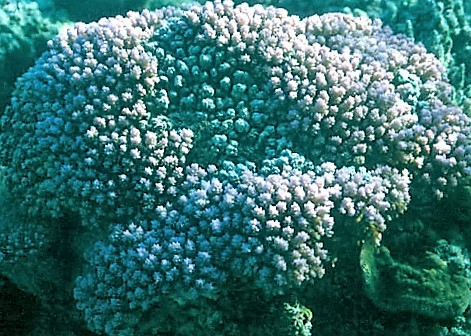
Montipora informis
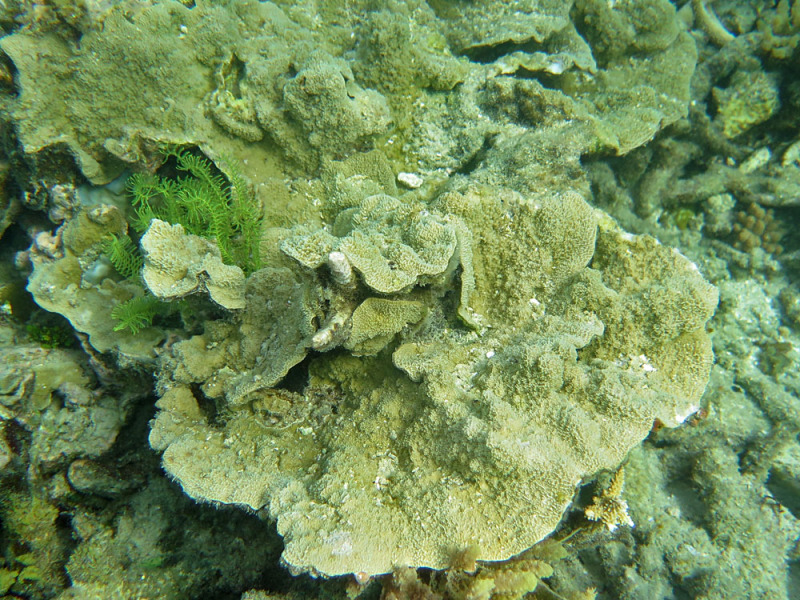
Montipora monasteriata
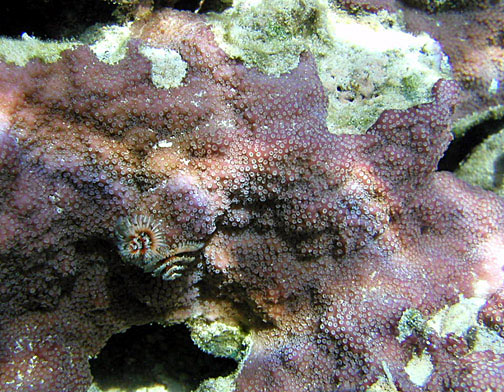
Montipora nodosa
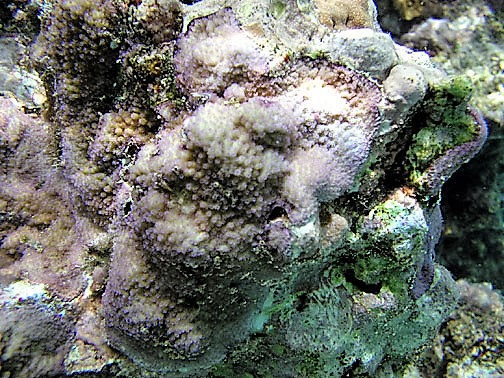
Montipora peltiformis
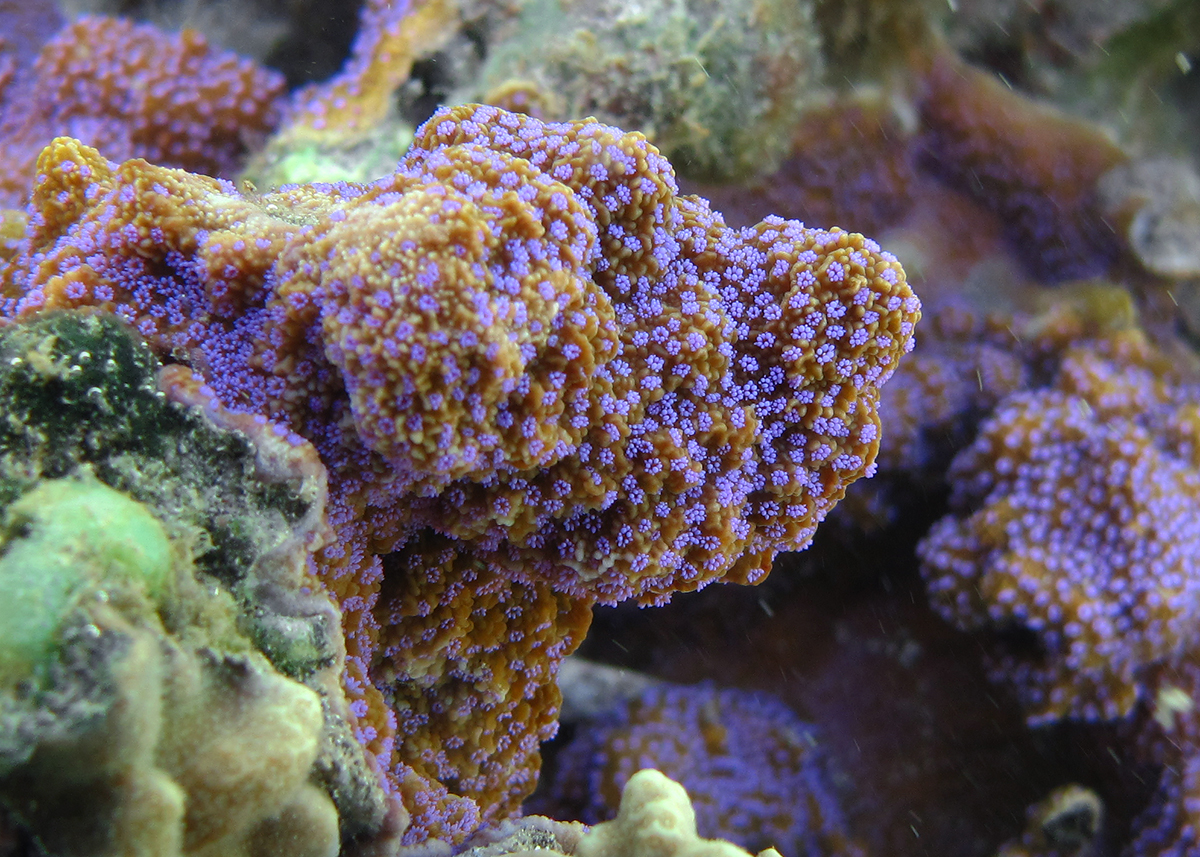
Montipora tuberculosa
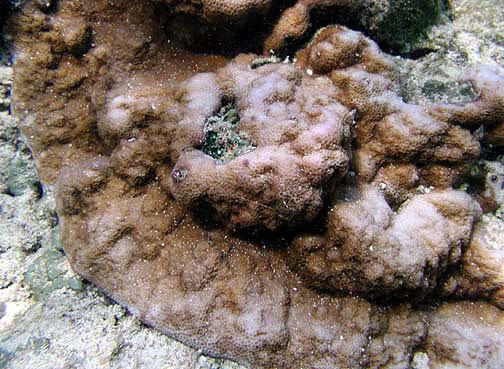
Montipora venosa
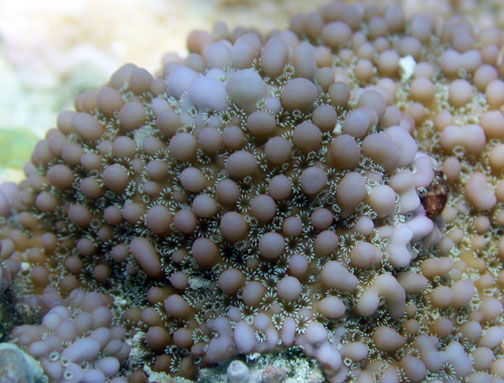
Montipora verrucosa